# Wojna domowa w Kolumbii (1964–2016)
Kolumbijska wojna domowa – konflikt wewnętrzny toczący się w Kolumbii w latach 1964–2016. Rozgrywał się pomiędzy rządem wspieranym przez AUC a lewicowymi rebeliantami z FARC i innych formacji.

## Przebieg konfliktu

### Konflikt z FARC
Rewolucyjne Siły Zbrojne Kolumbii (FARC) powstały w 1964 roku jako zbrojne ramię Kolumbijskiej Partii Komunistycznej. Początkiem działalności formacji była organizacja chłopskiej samoobrony w zbuntowanej Marquetalii. Komunistom i zbuntowanym chłopom udało odeprzeć się oddziały kolumbijskiej armii. Pierwszym dowódcą FARC został Manuel Marulanda ukrywający się pod pseudonimem „Tirofijo“. W pierwszych latach działalności pieniądze na cele militarne i socjalne FARC zdobywał poprzez porwania dla okupu (głównie polityków i miejscowych elit). Pod koniec lat 70. partyzanci rozpoczęli proceder handlu kokainą. Pieniądze z handlu narkotykami ułatwiły rozrost grupy w latach 80.
W 1982 roku grupa podjęła się pierwszych rozmów pokojowych z rządem. W maju 1984 roku ogłoszono dwustronne zawieszenie broni, które obowiązywało do 1987 roku. 

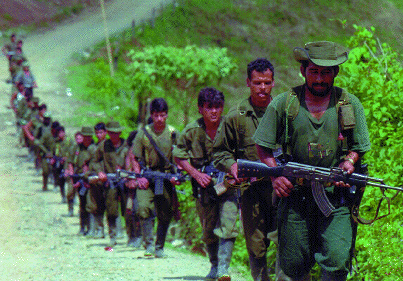
Partyzanci FARC w 1999 roku

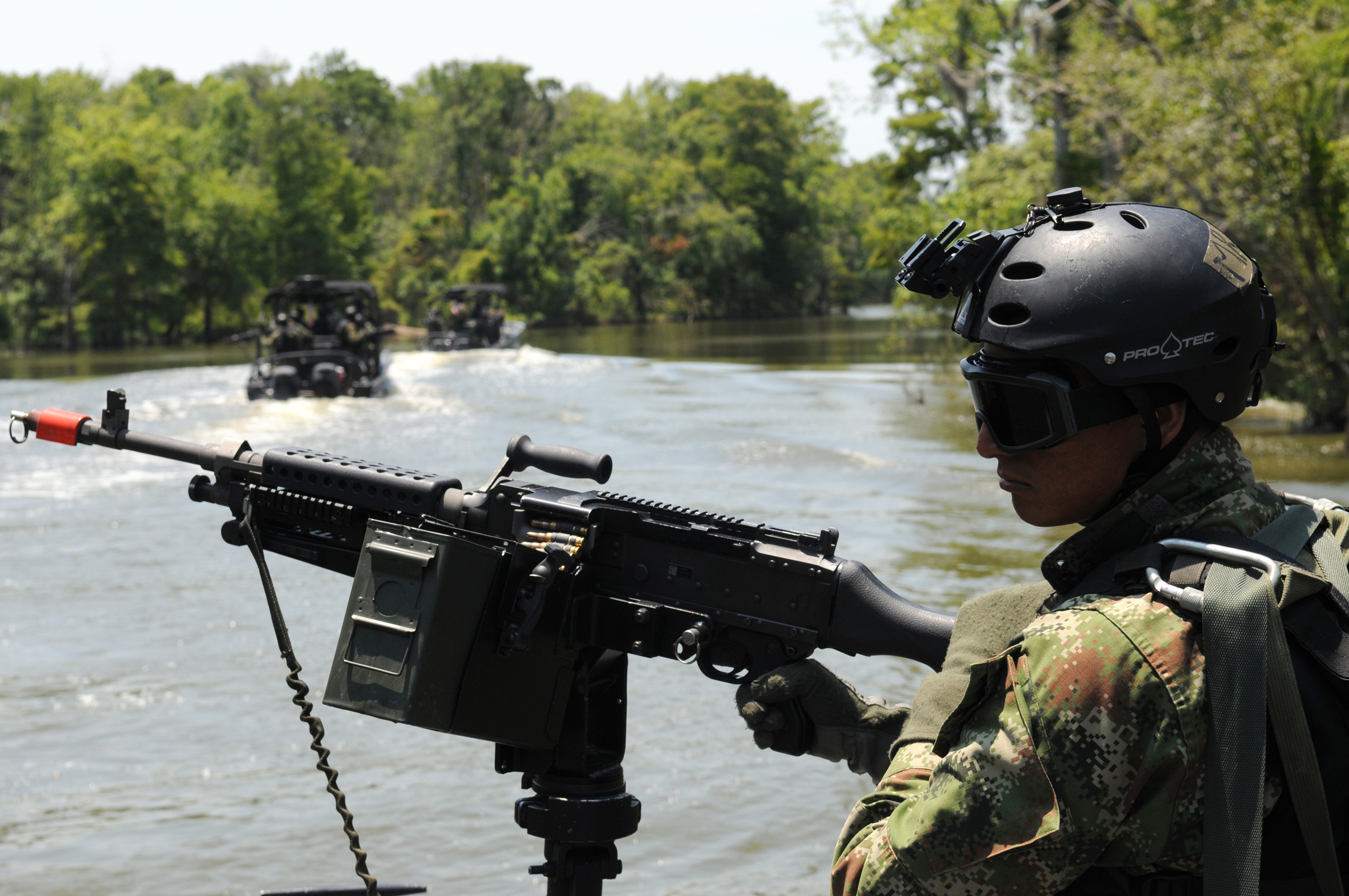
Żołnierz kolumbijskiej piechoty morskiej patroluje rzeczny szlak narkotykowy w 2009 roku

W 1985 roku FARC współtworzył lewicową partię Unia Patriotyczna. W wyborach z 1986 roku członkowie partii zdobyli 350 miejsc w samorządach, 9 w niższej izbie parlamentu i 6 w senacie. Sukces partii przyczynił się do rozpoczęcia represji przeciwko jej członkom. W latach 1988–1992 zabitych zostało od czterech do sześciu tysięcy członków i zwolenników partii, w tym dwóch kandydatów na urząd prezydenta. Za zabójstwami stali przedstawiciele rządu oraz członkowie służb paramilitarnych i gangów narkotykowych. Represje uniemożliwiły rozwój partii a wielu jej członków opuściło Kolumbię.
Proces pokojowy załamał się a FARC powrócił do wcześniej stosowanych metod. U progu XXI wieku ugrupowanie zwiększyło zaangażowanie w handel narkotykami. Rosła także liczba porwań dla okupu. W 1999 roku w Kolumbii odbyły się obywatelskie protesty przeciwko toczącej się wojnie i działalności FARC. W tym samym czasie rozpoczęły się kolejne rozmowy pokojowe między FARC a rządem. W 2002 roku rozmowy pokojowe zakończyły się bez rezultatów.
1 marca 2008 roku wojsko przeprowadziło akcje przeciwko partyzantom w pobliżu granicy z Ekwadorem. W ataku zginęło 17 partyzantów, w tym jeden z dowódców FARC, Raúl Reyes. Armia w czasie ofensywy przekroczyła granicę Ekwadoru, co wywołało kryzys dyplomatyczny w Ameryce Łacińskiej.
26 marca 2008 roku Marulanda zmarł na zawał serca. Nowym przywódcą FARC został Alfonso Cano. 4 listopada 2011 roku Alfonso Cano zginął w ataku sił rządowych. Po jego śmierci dowodzenie w FARC objął Rodrigo Londoño.

### Konflikt z ELN
Armia Wyzwolenia Narodowego (ELN) rozpoczęła działalność w 1964 roku. Oddziały ELN operowały początkowo w departamencie Santander. W styczniu 1965 roku partyzanci zdobyli niewielką wioskę Simacota w Santander i oficjalnie ogłosili się Armią Wyzwolenia Narodowego. Rebelianci zostali niemal całkowicie wyniszczeni w następstwie ofensywy rządowej z 1973 roku. W akcji przeciwko rewolucjonistom zginęło 135 z 200 członków.  
W połowie lat 70. ELN rozpoczął porwania polityków i zamożnych właścicieli ziemskich oraz napady na banki. W latach 90. ELN zaczął pobierać haracze od firm naftowych działających na kontrolowanych przez partyzantkę terenach. W samym tylko 1998 roku ELN zarobił na wymuszeniach 225 milionów dolarów. Na ten okres przypadło zaangażowanie partyzantów w handel narkotykami. Proceder szczególnie rozwinięty był w departamencie Bolívar, gdzie znajdowała się siedziba ELN.
W pierwszych latach XXI wieku ELN utraciła większość kontrolowanych obszarów, w tym bazę w Bolívar. Było to efektem działalności sił paramilitarnych AUC. W 2001 roku partyzanci rozpoczęli rozmowy pokojowe z rządem. Do ponownych negocjacji przystąpili w 2002, 2004 i 2005 roku. Wszystkie próby zawarcia pokoju nie powiodły się. Od 2009 roku ELN wykazuje oznaki wewnętrznego podziału. Jednostki zaczęły sprzeciwiać się rozkazom dowódców i wchodziły w sojusze z handlarzami narkotyków. W 2012 roku ELN nie zostało włączone do procesu pokojowego między rządem a FARC. W czerwcu 2014 roku ruszyły wstępne rozmowy z rządem, a we wrześniu 2015 roku kolejne rozmowy pokojowe.

### Konflikt z EPL
Ludowa Armia Wyzwolenia (EPL) sformowana została w 1967 roku. Pełniła rolę skrzydła wojskowego Komunistycznej Partii Kolumbii (Marksistowsko-Leninowskiej). W latach 60. operowała wyłącznie na obszarach wiejskich, zwłaszcza w departamencie Antioquia. 1 grudnia 1967 roku wywołała powstanie chłopskie w Alto Sinu.
W latach 80. zaczęła rozszerzać wpływy na tereny miejskie. Wtedy też rozpoczęła paranie się handlem narkotykami. W 1984 roku EPL uczestniczyła w rozmowach pokojowych z rządem i ogłosiła zawieszenie broni. Pokój został zerwany ze względu na łamanie warunków zawieszenia broni przez obydwie strony. W 1991 roku partyzanci podpisali z rządem rozejm i formalnie dokonali samorozwiązania. Większość członków EPL nie uznała decyzji o samorozwiązaniu i kontynuowała walkę. 
Bojownicy EPL, którzy zdecydowali się kontynuować walkę, zawarli sojusz z FARC. Celem ich ataków padli zdemobilizowani członkowie EPL, których rebelianci uznali za zdrajców. Na przełomie 1999 i 2000 roku większość przywódców EPL została schwytana lub zabita. Po utracie dowódców, większość partyzantów dołączyło do FARC lub Armii Wyzwolenia Narodowego. W 2014 roku niedobitki formacji zadeklarowały chęć przystąpienia do rozmów pokojowych z rządem.

### Konflikt z M-19
Ruch 19 Kwietnia (M-19) utworzony został w 1974 roku. Ugrupowanie zostało założone przez grupę aktywistów niezadowolonych z wyniku rzekomo sfałszowanych wyborów z 1970 roku i dysydentów z FARC. Pierwszą akcją ruchu M-19 była kradzież szabli Simóna Bolívara z muzeum. Akcja odbyła się w styczniu 1974 roku. W 1979 roku bojownicy zrobili podkop do arsenału armii wojskowego i wykradli z niego około pięciu tysięcy sztuk broni.  W 1980 roku armia kolumbijska aresztowała Jaime Batemana będącego liderem ugrupowania. W 1985 roku guerilla zaatakowała Pałac Sprawiedliwości będący siedzibą kolumbijskiego Sądu Najwyższego. Bojownicy wzięli około 50 zakładników. Służby bezpieczeństwa zdecydowały się na siłowe odbicie budynku. W starciu zginęli wszyscy bojownicy i prawie wszyscy zakładnicy. 
W 1989 roku rebelianci rozpoczęli rozmowy pokojowe z rządem. W 1990 roku ruch został przekształcony w legalnie działającą partię polityczną. Doszło do tego w następstwie zawarcia z rządem traktatu pokojowego.

### Działalność mniejszych ugrupowań partyzanckich
Istniały też mniejsze ugrupowania partyzanckie. Wśród nich znajdowały się organizacje takie jak Rewolucyjna Partia Robotnicza Kolumbii, Ruch Zbrojny Quintina Lame, Rewolucyjna Armia Ludu czy Guevarystowska Armia Rewolucyjna.

### Działalność AUC
Zjednoczone Siły Samoobrony Kolumbii (AUC) powstały w 1997 roku. Działalność koalicji została wsparta przez kartele narkotykowe. Oferowały one pomoc AUC w zamian za ochronę przed  partyzantami. AUC szybko zyskała rozgłos dzięki brutalnym egzekucjom na osobach sprzyjających rebeliantom. W ciągu dwóch pierwszych lat działania ofiarą AUC padło 19 tysięcy podejrzanych o sympatyzowanie z lewicowymi guerillami. Ataki AUC często nastawione były na zerwanie rozmów pokojowych między rządem a partyzantką. W 2000 roku prawicowi bojownicy zaatakowali i zajęli część terenów należących do Armii Wyzwolenia Narodowego. Ataki AUC na początku XXI wieku odbywały się za cichym przyzwoleniem rządu. Ponadto ugrupowanie zaangażowało się w handel narkotykami. W 2001 roku 70% budżetu AUC pochodziło z handlu kokainą. 
W 2004 roku liczne morderstwa popełniane przez AUC skłoniły Stany Zjednoczone do wywarcia presji na rząd Kolumbii, aby, ten podjął działania zmierzające do likwidacji AUC. W 2005 roku AUC rozpoczął rozmowy pokojowe z rządem. Zakończyły się one w 2006 roku demobilizacją formacji. Pomimo demobilizacji w kolejnych latach pojawiały się informacje o militarnej działalności byłych członków AUC.

### Zakończenie konfliktu

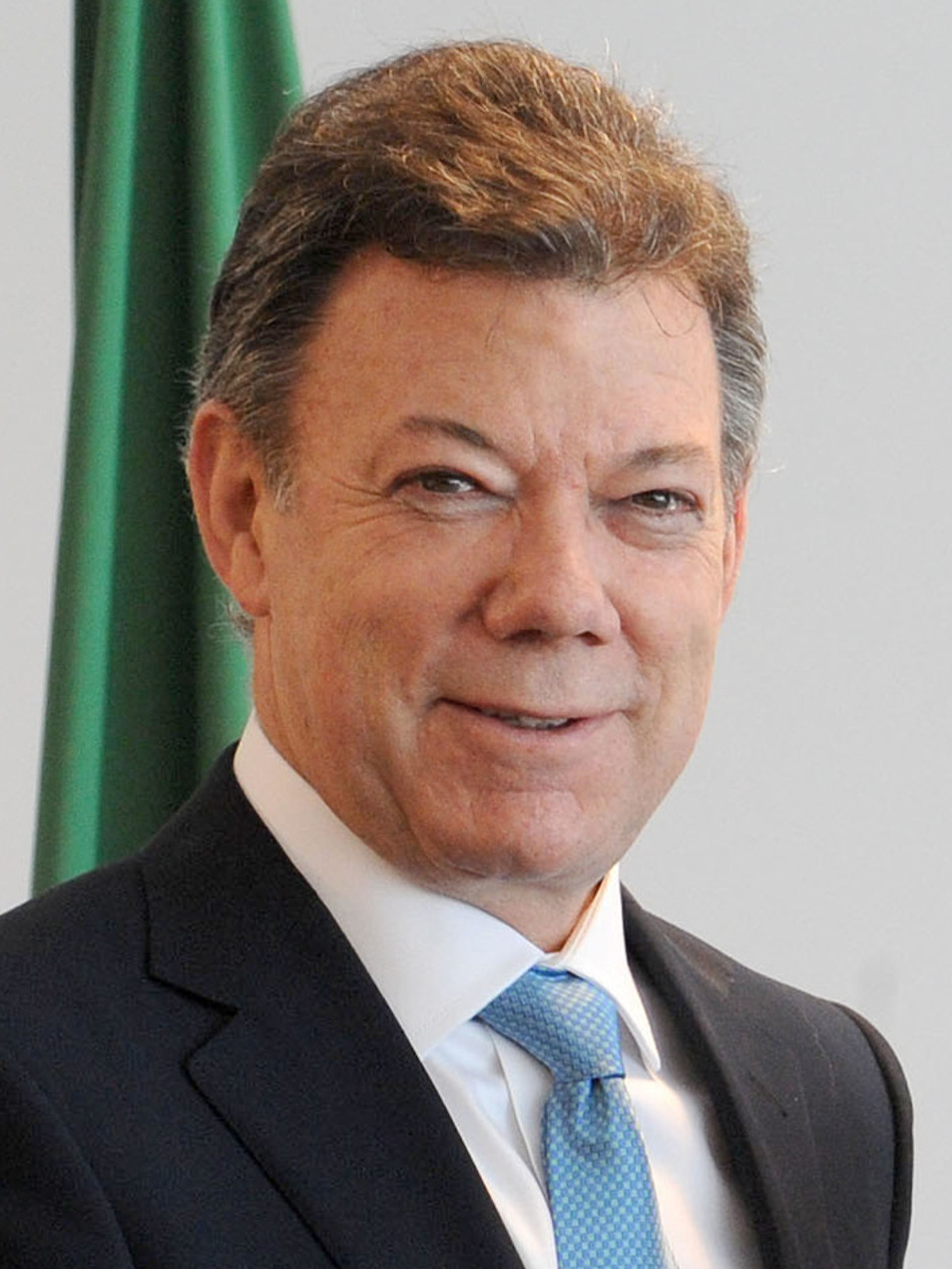
Prezydent Juan Manuel Santos za wysiłki włożone w zakończenie konfliktu otrzymał Pokojową nagrodę Nobla

Udane rozmowy pokojowe z FARC rozpoczął prezydent Juan Manuel Santos. Do pierwszych negocjacji doszło w 2012 roku w Oslo, a następnie kontynuowane były w Hawanie. Rebelianci ogłosili z tej okazji uwolnienie przetrzymywanych zakładników i zakończenie procederu porwań. W połowie listopada 2014 roku rząd zawiesił rozmowy. Spowodowane to było uprowadzeniem przez rebeliantów oficera wojsk rządowych. Rozmowy zostały wznowione dwa tygodnie później, gdy FARC zwolniło zakładnika. 20 grudnia 2014 roku FARC ogłosiło jednostronne zawieszenie broni. W połowie stycznia 2015 roku rząd rozpoczął negocjacje odnośnie do dwustronnego zawieszenia broni. W marcu Santos nakazał wstrzymanie ataków lotniczych na obozy FARC. W kwietniu 2015 roku partyzanci zaatakowali i zabili 11 żołnierzy. Zdaniem FARC była to reakcja na wcześniejsze prowokacyjne działania rządu. W odwecie Santos ponownie zgodził się na naloty na pozycje FARC. 21 maja w skoordynowanym ataku powietrznych i lądowych sił rządowych zginęło 26 partyzantów. FARC wycofało się z zawieszenia broni kontynuując przy tym rozmowy z rządem.
20 lipca 2015 roku FARC ponownie ogłosił jednostronne zawieszenie broni. Rząd w zamian obiecał ograniczenie akcji przeciwko grupie i wstrzymanie antypartyzanckich działań lotniczych. 23 czerwca 2016 roku Londoño i Santos podpisali dwustronne zawieszenie broni. Porozumienie podpisano w obecności sekretarza generalnego ONZ Ban Ki-Moona oraz prezydentów Kuby, Chile i Wenezueli. 26 września 2016 roku Londoño i Santos podpisali w Hawanie układ kończący wojnę. 2 października traktat pokojowy został poddany głosowaniu w powszechnym referendum. 50,21% głosujących opowiedziało się przeciwko niemu, a za nim 49,78% głosujących. Taki wynik głosowania był efektem przekonania części obywateli o zbytnim pobłażaniu dla FARC. Pomimo fiaska układu pokojowego obie strony ogłosiły kontynuację zawieszenia broni i dalsze negocjacje. W tym samym miesiącu Juan Manuel Santos, otrzymał Pokojową Nagrodę Nobla za wysiłki na rzecz zakończenia konfliktu. Pod koniec listopada 2016 roku zmodyfikowany traktat pokojowy został ratyfikowany przez Izbę Reprezentantów i Senat. 
Na początku 2017 roku rebelianci rozpoczęli demobilizację i przekazanie broni przedstawicielom ONZ. Ostatnie sztuki broni FARC złożył na ręce delegatom ONZ w dniu 15 sierpnia 2017 roku. Rząd ogłosił ten dzień datą zakończenia konfliktu. Byli rebelianci zapowiedzieli przekształcenie ruchu w partię polityczną. Na pierwszym legalnym zjeździe FARC we wrześniu 2017 roku proklamowano utworzenie partii Rewolucyjna Alternatywna Siła Ludowa.

## Wsparcie zagraniczne dla stron konfliktu

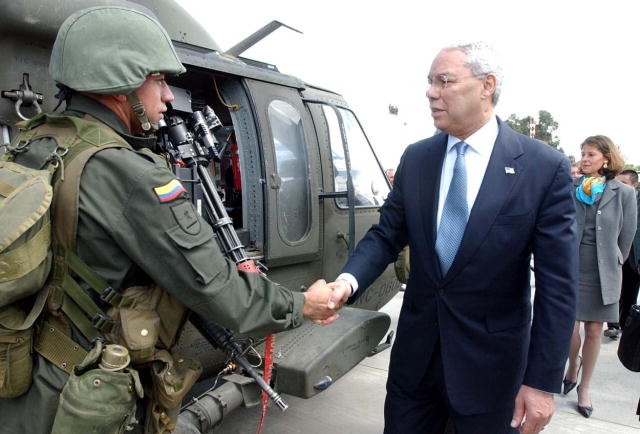
Sekretarz Stanu USA Colin Powell wizytuje wojska kolumbijskie w 2003 roku

W 2000 roku Stany Zjednoczone zainicjowały Plan Kolumbia. W jego ramach rząd kolumbijski otrzymał pomoc wojskową i finansową mającą służyć walce z rebeliantami i handlem narkotykami.
W czasie zimnej wojny rebelianci z FARC, ELN i Ruchu 19 Kwietnia otrzymywali wsparcie finansowe od kubańskiego rządu. Niektórzy spośród partyzantów przeszli na Kubie przeszkolenie wojskowe. 
Według CIA niektórzy przywódcy FARC mogli przejść szkolenia w ZSRR.
Z sympatią o FARC wypowiadała się administracja prezydenta Wenezueli Hugo Cháveza. Według rządu Kolumbii Wenezuela miała rzekomo przekazać partyzantom 300 milionów dolarów oraz sprzedawać im broń. Rząd Kolumbii o sprzyjanie FARC oskarżył również administrację prezydenta Rafaela Correa z Ekwadoru. Correa miał rzekomo zezwolić rebeliantom na tworzenie obozów na terenach Ekwadoru sąsiadujących z Kolumbią oraz legitymizować ich działalność na arenie międzynarodowej. 
Według informacji Departamentu Obrony Stanów Zjednoczonych z 2010 roku, członkowie FARC szkoleni byli przez irański Korpus Strażników Rewolucji Islamskiej.
Prezydent Juan Manuel Santos w 2011 roku oskarżył dyktatora Libii Mu'ammara al-Kaddafiego o to, że w przeszłości dotował rebeliantów z FARC i ELN. Według źródeł kolumbijskiego rządu przywódca FARC Raul Reyes miał kilkukrotnie odwiedzać Libię i prosić tamtejszy rząd o pożyczkę w wysokości 100 milionów dolarów.

## Liczba ofiar
W konflikcie zginęło ponad 200 tysięcy ludzi.